# Държава (символ)
Вижте пояснителната страница за други значения на Държава.
Държава (на латински: Globus cruciger) e символ на християнската монархическа власт и е задължителен елемент от монархическите регалии - корона, скиптър, меч. Представлява златно кълбо (сфера), инкрустирано със скъпоценни камъни, завършващо с кръст. Държавата има християнски корени и символизира Исус Христос (кръста), властващ над света (кълбото). За първи път е въведен като монархически символ от византийския император Теодосий II през 423 г. В българския език етимологията на думата произлиза от църковнославянски „дьржа“ - държа, владея, оттам и терминът държава.